# أليس مسطح الثمار
الأليس مسطح الثمار (باللاتينية: Alyssum homalocarpum) نوع نباتي يتبع جنس الأليس من الفصيلة الكرنبية.[إخفاق التحقق]

## البيئة والانتشار
موطنه بلاد الشام ومصر.

## مرادفات للاسم العلمي
- (باللاتينية: Alyssum horebicum Boiss.)
- (باللاتينية: Alyssum musili Velen.)
- (باللاتينية: Psilonema homalocarpum Fisch. & C.A.Mey.)